# الكسندر تومسون
الكسندر تومسون (1 ديسمبر 1876 - 16 ديسمبر 1951)  (بالإنجليزية: Alexander Thompson)‏ هو لاعب كريكت بريطاني (وحمل سابقاً جنسية المملكة المتحدة لبريطانيا العظمى وأيرلندا).